# Гаррастазу Медиси, Эмилиу
Эми́лиу Гаррастазу́ Ме́диси (порт. Emílio Garrastazu Médici; 4 декабря 1905, Баже, Риу-Гранди-ду-Сул — 9 октября 1985, Рио-де-Жанейро) — бразильский военный и государственный деятель, генерал, президент Бразилии с 30 октября 1969 по 15 марта 1974 года. На время его авторитарного правления пришёлся пик военной диктатуры в Бразилии.

## Биография
Медиси получил военное образование. После окончания военной академии занимал различные посты в Вооружённых силах. В 1964 году участвовал в государственном перевороте, в результате которого было свергнуто правительство Жуана Гуларта.
С 30 октября 1969 по 15 марта 1974 года Медиси занимал должность президента Бразилии. Его правительство и политическая полиция ДОПС проводили репрессии против демократического движения. В период его президентства в 1972 году была принята поправка к конституции, вводившая смертную казнь за антиправительственную деятельность. Медиси пытался расширить социальную базу режима путём вхождения рабочего класса в государственно-монополистическую структуру («план социальной интеграции») и формирования фермерского слоя населения («Статут о земле»).
В области внешней политики правительство Медиси не только занималось развитием связей с ведущими капиталистическими странами, в первую очередь с США, но и также придерживалось курса на расширение торговых и экономических связей с СССР и другими странами социалистического блока.
Похоронен на кладбище Святого Иоанна Крестителя в Рио-де-Жанейро.

## Память
В честь Эмилиу Гаррастазу Медиси назван муниципалитет Президенти-Медиси в штате Мараньян и одноимённый муниципалитет в штате Рондония.